# 카스페르 슈마이켈
카스페르 페테르 슈마이켈(Kasper Peter Schmeichel, 1986년 11월 5일, 덴마크 코펜하겐 ~ )은 덴마크의 축구 선수이다. 맨체스터 유나이티드의 전설적인 골키퍼였던 페테르 슈마이켈의 아들이다. 그는 현재 안데를레흐트와 덴마크 축구 국가대표팀 소속으로 뛰고 있다.
슈마이켈은 그의 아버지인 페테르 슈마이켈이 활약하던 맨체스터 시티에서 축구 선수로서의 경력을 시작하였다. 그러나 그는 맨체스터 시티에서 데뷔하기까지 달링턴, 베리 그리고 폴커크 등으로 임대 생활을 전전하였다. 2007-08 시즌에 맨체스터 시티의 1번 등번호를 따냈으나, 조 하트의 출현으로 카디프 시티로 임대를 갔다. 그는 카디프에 남는 것에 흥미를 보였으나 안드레아스 이삭손의 이적은 슈마이켈이 다시 불려오게 됨을 뜻하였다. 2009년 1월, 아일랜드 국가대표 셰이 기븐의 계약은 슈마이켈의 자리가 점점 멀어지고 있음을 의미하였고, 2009년 8월, 슈마이켈은 그의 전 감독 스벤예란 에릭손이 있는 노츠 카운티로 이적하였다.

## 클럽 경력
슈마이켈은 2002년에 맨체스터 시티와 장기 계약을 맺었다. 이후 2006년 1월 리그 2 클럽인 달링턴에 임대 이적한 후 그 곳에서 피터보로 유나이티드를 상대로 첫 번째 프로 데뷔전을 치렀다. 슈마이켈은 제임스 퀸에게 한 골을 내주었지만 달링턴은 2 대 1로 이겼다. 이후 3일 후 그림즈비 타운과의 경기에서 첫 번째 클린 싯을 기록했다. 그리고 맨체스터 시티로 복귀 하기 전까지 두 경기를 더 치렀다.
맨체스터 시티로 복귀한 지 한달 만에 베리로 임대 이적했고, 세 달의 임대 기간 중 열 다섯 경기를 출전했다. 그 다음 시즌에도 베리로 돌아가 세 달 동안 활약했다.
2007년에는 스코틀랜드 프리미어리그 클럽인 폴커크로 2006-07 시즌이 끝날 때까지 임대되었다. 그는 2007년 2월 18일 레인저스와의 경기에서 MVP로 선정되었다. 그는 시즌이 끝나고 폴커크와의 계약을 연장하고 싶어했고, 폴커크 또한 그와의 계약에 흥미를 가지고 있었다.

### 맨체스터 시티
슈마이켈은 2007년 8월 웨스트 햄 유나이티드과의 경기에서 맨체스터 시티에서의 데뷔전을 치렀다. 또한 같은 달 19일 맨체스터 시티의 라이벌 팀이자 그의 어린 시절 팀이었던 맨체스터 유나이티드와의 경기에서 클린 싯을 기록했고 경기는 1 대 0으로 승리했다. 25일에는 아스널과의 경기에서 로빈 판 페르시의 페널티 킥을 막아내기도 하였다. 이 경기에서 1 대 0으로 패배했지만 슈마이켈은 MVP에 선정되었다. 그는 2007-08 시즌에 일곱 경기에 출전했고 다섯 골을 실점했다.
2007년 9월에 맨체스터 시티와 새로운 4년 계약에 합의했다. 그리고 2007년 10월 25일 풋볼 리그 챔피언십 클럽인 카디프 시티로의 임대에 동의하였다. 같은 달 27일 스컨소프 유나이티드와의 경기에 데뷔전을 치렀고, 결과는 1 대 1이었다. 그는 2007년 덴마크 21세 이하 올해의 유망주로 선정되었다.
임대 기간이 끝나 갈때 슈마이켈은 카디프에 더 긴 기간 동안 남고 싶어했기 때문에 11월 22일, 맨체스터 시티의 새 감독 스벤예란 에릭손은 만약 맨체스터 시티가 부상 위기가 없다면 클럽에 남는 것이 가능하다고 하였다. 그러나 에릭손이 조 하트를 1순위 골키퍼로 세운 후 안드레아스 이삭손이 이적을 요청했고, 이것은 에릭손이 슈마이켈을 원래 임대 기간이었던 1월 2일 이후 카디프에 머물 수 있게 하지 않겠다는 것을 뜻하였다. 12월 31일, 에릭손은 슈마이켈이 니니안 파크에 머물 수 있도록 한다는 공개 발언으로 카디프에게 생명줄을 던져주었다. 슈마이켈은 안드레아스 이삭손이 1월 이적 시장에서 이적하기까지 두 경기를 더 뛸 수 있었다. 슈마이켈은 언젠가 카디프에서 다시 뛰고 싶다는 마음을 밝혔다. 2008년 1월 3일, 슈마이켈은 맨체스터 시티로 복귀했다.
그는 3월 13일, 시즌이 끝날 때까지 코번트리로 임대되었다. 시즌의 막이 다가올때 그의 아버지인 페테르 슈마이켈은 TV 인터뷰 중 그의 아들이 맨체스터 시티에서 행복하지 않다며 시즌이 끝난 후에 떠날 준비를 했음을 밝혔다.
떠나고 싶어했음에도 불구하고 슈마이켈은 시즌이 끝났을 때 시티 오브 맨체스터 경기장으로 돌아갔고, 등번호를 16번으로 바꾸었다. 그는 계속해서 맨체스터 시티를 떠나고 싶어했고 4년 계약을 거절하였다.
11월 16일 경기에서 14분 조 하트가 발목 부상을 당하자 슈마이켈과 교체되었다. 맨체스터 시티는 헐 시티와 2 대 2로 비겼다. 2009년 1월 4일, 그는 데일리 매일 신문을 통해 이스트랜즈에서 경기를 못나오게 된 이후로 이 축구 클럽에서 나갈 준비가 되어있음을 명시하였다.

### 노츠 카운티
2009년 8월 14일, 슈마이켈은 리그 2 클럽인 노츠 카운티와 계약하였다. 이 계약은 클럽 최고 이적료 기록을 갈아치웠다. 이 이적으로 인해 슈마이켈은 전 맨체스터 시티의 감독이었던 스벤 예반 에릭손과 재회하였다. 그는 백 만 파운드의 연봉으로 클럽의 최고 주급자였다. 그는 8월 22일 데뷔전을 가졌는데 데이근햄 앤 레드브릿지와의 3 대 0 무실점 승리로 경기를 마쳤다. 슈마이켈은 좋은 모습을 보여주어 10월 이 달의 선수에 선정되었다. 노츠 카운티에서 머무는 동안 두 게임 당 0.7골의 실점율을 보여주었다. 슈마이켈의 무실점 비율은 52.7 퍼센트(2010년 4월 19일 기준으로 38경기에서 20실점)였다. 4월 27일, 슈마이켈과 노츠 카운티는 2009-10 시즌 트로피에 가장 접근해 있었고, 이미 강등된 달링턴을 상대로 5 대 0 승리를 거두면서 승격하게 되었다. 경기 전, 노츠 카운티는 재정적인 이유로 슈마이켈과 4년 계약이 남아있음에도 그와의 계약이 끝났음을 알렸다. 슈마이켈은 그의 남은 주급을 받지 않는 것에 동의했다.

### 리즈 유나이티드
2010년 5월 27일, 프리미어리그와 분데스리가 클럽들과의 이적 루머가 계속 나오고 있었지만 슈마이켈은 리즈 유나이티드와 2년 계약에 동의했다.

### 레스터 시티
2011년 6월 27일, 풋볼 리그 챔피언십 클럽인 레스터 시티와 계약하였다. 그리고 2015/2016시즌 프리미어리그에서 주전 골키퍼로 우승하였다
2013-2014시즌 풋볼 리그 챔피언십 경기에서 여빌 타운 FC와의 경기에서 크로스바를 맞고 굴절되어 골라인을 넘어서는 슛을 날렸으나, 이어서 슛한 크리스 우드의 골로 판정되었다.

## 국가대표 경력
유로 2012 덴마크 축구 국가대표팀 최종 명단에 포함되었으나 데뷔전을 치르진 못하였다. 이후 2013년 10월 몰타전에서 첫 국가대표팀 데뷔전을 치렀다. 2018 FIFA 월드컵에서는 덴마크 축구 국가대표팀 소속으로 참가하여 인상적인 활약을 펼쳤다.

## 수상
레스터 시티
- 풋볼리그 챔피언십 : 우승 (2013-2014)
- 프리미어리그 : 우승 (2015-16)
- FA컵 : 우승 (2020-21)
- FA 커뮤니티 실드 : 우승 (2021)

개인
- 2018년 FIFA 월드컵 맨 오브 더 매치 : vs. 크로아티아 (16강전)

## 같이 보기
- A매치 100경기 이상 출전한 축구 선수 명단